# 21. српска бригада НОВЈ
Двадесет прва српска бригада НОВЈ формирана је под називом Друга шумадијска бригада у процесу који је трајао од 27. до 30. априла 1944. године у селу Даросави код Аранђеловца од делова Првог шумадијског и Космајског НОП одреда и новопридошлих бораца из Београда. Имала је два батаљона са око 300 бораца.

## Борбени пут бригаде
Дејствовала је у северном делу Шумадије под непосредним руководством Окружног комитета КПЈ за Крагујевац. Одмах после формирања извела је неколико успешних напада на непријатељске снаге у рејону Космаја, попуњавајући се истовремено новим борцима из Београда и околине. После борбе у Прогоревцима против надмоћнијих четничких и жандармеријских снага 1. маја је била принуђена да се повуче према селу Гарашима и планини Букуљи. У селу Дучини 3. маја и код села Дрлупи 7. и 9. маја 1944. године водила је борбе против четника, а 12. маја у Даросави опколиле су ју јаке непријатељске снаге и приликом пробоја обруча нанеле јој губитке од 93 погинула. После пробоја привремено је расформирана, а њене групе бораца водиле су борбе против окупаторско-квислиншких снага. Мобилизацијом нових бораца групе су све више јачале и расле.
После успешних борби против четника у селу Водњу и Копљару 6. и 8. јуна, напада на Сопот 14/15. јуна, и борби против Немаца код Сибнице 16. јуна, бригада је 24. јуна поновно обновљена; имала је 300 бораца, подељених у два батаљона и ударну чету. У другој половини јуна извршила је успеле нападе на четнике у Дудовици и Даросави. Дана 3. јуна уништила је воз на прузи Лазаревац-Аранђеловац, а 6. јула, са Космајским НОП одредом, у борбама код Великог и Малог Орашја и Друговца убила је и заробила око 120 четника. До краја јула истакла се у борбама против четника у Кораћици, Малој и Великој Иванчи, Крушевици, Дудовици и Влашкој. У међувремену из Срема се у Шумадију пребацило око 250 бораца који су ушли у састав бригаде. У августу је наставила са нападима на непријатељска упоришта, 5. септембра упала у Аранђеловац, а затим код Белосаваца разбила две четничке бригаде. Средином септембра на планини Руднику спојила се с јединицама Првог пролетерског корпуса и учествовала у ослобођењу Аранђеловца, а затим у борбама код Аранђеловца и Тополе против немачке 7. СС дивизије „Принц Еуген“ и делова дивизије „Бранденбург“. Преименована је 19. септембра 1944. године у 21. српску бригаду, а 8. октобра 1944. ушла у састав Пете крајишке ударне дивизије НОВЈ. У њеном саставу учествовала је у борбама за ослобођење Београда и на Сремском фронту. Из састава 5. крајишке дивизије изашла је 17. децембра 1944, а 13. јануара 1945. године је расформирана.